# Figlie di San Giuseppe, protettrici dell'infanzia
Le Figlie di San Giuseppe, Protettrici dell'Infanzia (in spagnolo Hijas de San José, Protectoras de la Infancia; sigla H.S.J.), sono un istituto religioso femminile di diritto pontificio.

## Storia
Le origini della congregazione risalgono alla provincia cilena dell'istituto delle suore della Provvidenza di Montréal, resasi indipendente dalla casa-madre nel 1880. Nel 1890 l'arcivescovo di Santiago impose alle suore delle nuove costituzioni ma un gruppo di 19 religiose, sotto la guida di madre María Luisa Villalón Aranguiz e con il sostegno dall'arcivescovo ausiliare Joaquín Larraín Gandarillas, chiese di continuare a osservare i precedenti regolamenti e ottennero di costituirsi in congregazione autonoma, eretta il 29 marzo 1895.
L'istituto, aggregato all'Ordine di Sant'Agostino dall'8 settembre 1908, ricevette il pontificio decreto di lode il 18 gennaio 1920 e le sue costituzioni furono approvate definitivamente dalla Santa Sede il 21 giugno 1938.

## Attività e diffusione
Le suore si dedicano all'istruzione e all'educazione cristiana della gioventù e alla cura dell'infanzia abbandonata.
Le suore sono attive in varie località del Cile; la sede generalizia è a Santiago del Cile.
Alla fine del 2015 l'istituto contava 24 religiose in 8 case.